# Иллюзия убийства
«Иллюзия убийства» (англ. F/X) — криминальный триллер американского режиссёра Роберта Мэндела. Премьера фильма состоялась в январе 1986 г. в рамках кинофестиваля «Сандэнс». Название «F/X» является созвучием английскому слову «effects», что соответствует тематике фильма (special effects — спецэффекты). 
В 1991 году вышло продолжение — «Иллюзия убийства-2».
В 1996-98 годах на основе фильма был снят сериал Спецэффекты (F/X: The Series; 2 сезона, 38 эпизодов).

## Сюжет
Чтобы в рамках программы защиты свидетелей инсценировать убийство известного гангстера, согласившегося дать показания на своих сообщников, правительство нанимает Ролли Тайлера, знаменитого в кинематографических кругах мастера спецэффектов.
Когда Тайлер понимает, что власти обманули его, он включает свои навыки и умения, чтобы поймать в ловушку и гангстера, и купленных им продажных агентов.

## В ролях
| Актёр           | Роль                    |
| --------------- | ----------------------- |
| Брайан Браун    | Ролли Тайлер            |
| Брайан Деннехи  | лейтенант Лео Маккарти  |
| Дайан Венора    | Эллен                   |
| Клифф Де Янг    | Мартин Липтон           |
| Мейсон Адамс    | полковник Эдвард Мейсон |
| Джерри Орбах    | Николас ДеФранко        |
| Джо Грифази     | Микки                   |
| Роско Орман     | капитан Уолленджер      |
| Марта Геман     | Энди                    |
| Трей Уилсон     | лейтенант Мёрдок        |
| Том Нунан       | Вэррик                  |
| Анджела Бассетт | телерепортёр            |

## Съёмочная группа
- Режиссёр-постановщик: Роберт Мэндел
- Сценаристы: Роберт Т. Меггинсон, Грегори Флиман
- Оператор: Мирослав Ондржичек
- Продюсеры: Доди Файед, Майкл Пейсер, Джек Винер
- Художник-постановщик: Мел Бурн
- Композитор: Билл Конти
- Звукорежиссёр: Джим Шилдс
- Монтажёр: Терри Роулингс
- Гримёры: Карл Фуллертон, Аллен МакКинли, Аллен Уэйсингер
- Художник по костюмам: Джули Уэйсс
- Спецэффекты: Конни Бринк, Эл Гризуолд, Харольд МакКоннелл, Джон Стирс, Карл Морано (нет в титрах), Билл Трейнор (нет в титрах)
- Постановщики трюков: Фрэнк Феррара, Виктор Маньотта,
- Дирижёр: Гарри Рабинович

## Номинации
1987 — Премия Эдгара Аллана По за лучший кинофильм — Роберт Т. Меггинсон и Грегори Флиман.